# Scuola di perfezionamento per le forze di polizia
La Scuola di Perfezionamento per le Forze di Polizia (acronimo SFP) è un istituto d'istruzione del Ministero dell'interno, dipendente dal Dipartimento della pubblica sicurezza, incaricato di effettuare corsi di perfezionamento per gli ufficiali dell'Arma dei Carabinieri e della Guardia di Finanza e per i funzionari della Polizia di Stato, del Corpo di Polizia Penitenziaria e di altre amministrazioni, anche stranieri, o impiegati presso organizzazioni internazionali.

## La scuola
Viene istituita alle dipendenze del Dipartimento della pubblica sicurezza con la legge 121 del 1° aprile 1981, articolo 22, divenendo la prima scuola interforze in Europa, e dal 1985 ammettendo ai corsi anche funzionari esteri per garantire una cooperazione transfrontaliera. Fino al 2016 formava anche gli appartenenti al Corpo forestale dello Stato.
La scuola fa parte delle reti di formazione dell'Accademia europea per la sicurezza e la difesa, dell'Agenzia dell'Unione europea per la formazione delle autorità di contrasto, dell'Agenzia europea della guardia di frontiera e costiera e dell'Associazione delle Accademie Europee di Polizia.
L'11 luglio 2024 viene stipulato un partenariato per la formazione congiunta tra la scuola e la Scuola superiore della magistratura.

### Corsi
La scuola si occupa di svolgere i seguenti corsi:

#### Corso di alta formazione
Riservato ai funzionari con qualifica non inferiore a Vicequestore aggiunto per la Polizia di Stato, di Dirigente aggiunto per la Polizia Penitenziaria o grado non inferiore a Tenente colonnello per la Guardia di Finanza e l'Arma dei Carabinieri, ha la durata di 1 anno accademico e superato l'esame finale da diritto a ricevere il diploma firmato dal ministro dell'interno (che da titolo preferenziale per l'avanzamento di carriera), a portare la relativa spilla metallica sull'uniforme ordinaria invernale, e a conseguire il Master di II° livello in "Sicurezza, coordinamento interforze e cooperazione internazionale".
Il corso tratta le seguenti materie:
- Teoria generale del coordinamento delle Forze di Polizia;
- Tecniche e strumenti di contrasto alla criminalità organizzata e al terrorismo con particolare riferimento ai profili economici;
- Crimine e sicurezza nel dominio cibernetico;
- Diritto internazionale ed europeo della sicurezza;
- Cooperazione internazionale ed europea in materia di sicurezza;
- Comunicazione, reti e ricerca sociale;
- Politiche economiche internazionali ed europee e sicurezza;
- Economia globale e criminalità organizzata: profili economici e modelli di analisi;
- Pubblica Amministrazione: profili giuridico-amministrativi;
- Sicurezza, organizzazione e gestione.

#### Corso di analisi criminale di 1º e 2º livello

##### Corso di 1º livello
Il corso di analisi di I° livello ha la durata di 5 settimane, volto a fornire preparazione sullo studio e sulla valutazione delle attività del crimine organizzato, al termine dell'esame finale in forma orale davanti una commissione vengono riconosciuti dei crediti formativi presso l'Università degli Studi di Roma "La Sapienza".
Il corso tratta i seguenti moduli:
- Modulo Informativo sulle Banche dati:
- Analisi operativa criminale:
- Analisi operativa nei contesti ibridi: attore, minaccia e rischio nella dimensione panoptica;
- Analisi criminale di contesto – analisi del contesto;
- Analisi di contesto: modelli e strumenti;
- Economia criminale e intelligence economica - Analisi del contesto economico-finanziario;
- Analisi economico-finanziaria: strumenti di prevenzione e contrasto.

##### Corso di 2º livello
Il corso di analisi di II° livello ha la durata di 6 settimane, che richiede di aver svolto quello di I° livello, fornisce un approfondimento sulle tecniche di analisi, l'esame viene svolto come nel corso precedente e consente il conferimento di crediti formativi.
Il corso tratta i seguenti moduli:
- Modulo seminariale sull’analisi “open source”;
- Analisi della leadership;
- Strumenti dell’analisi strategica;
- Processi cognitivi e comunicazione;
- Analisi strategica;
- Analisi previsionale.

#### Corso di coordinamento interforze e cooperazione internazionale
Il corso ha una durata di 5 settimane, l'obbiettivo è quello di aggiornare il personale su tecniche dirigenziali, operative ed organizzative e nuove normative e a favorire lo scambio di conoscenze tra le varie forze di polizia, al corso dal 2009 grazie all'Associazione Nazionale Comuni Italiani sono ammessi in qualità di osservatori anche i funzionari di polizia locale, al termine del corso viene effettuata una tesi di gruppo interdisciplinare.
Il corso verte sul modulo di Teoria Generale del Coordinamento delle Forze di Polizia e su alcuni seminari di approfondimento.

#### Corso di esperto per la sicurezza
Il corso viene effettuato in base alle esigenze della Direzione centrale della polizia criminale e della Direzione centrale per i servizi antidroga rivolto a funzionari da impiegare all'estero in missioni di cooperazione internazionale che richiedono una figura formata in materia di traffici illeciti transnazionali e repressione e prevenzione di terrorismo e criminalità. Al termine del corso è presente un esame orale d'innanzi una commissione.
Il corso presenta le seguenti materie:
- Cooperazione internazionale di polizia a livello strategico: dimensione bilaterale, euro-unitaria e multilaterale;
- Strumenti operativi della cooperazione internazionale di Polizia: aspetti strategici ed organizzativi, la figura dell’esperto;
- Cooperazione internazionale tra le Forze di polizia nell’ambito del contrasto ai traffici di sostanze stupefacenti e psicotrope, le Organizzazioni internazionali e l’attività dell’Esperto per la sicurezza;
- Processo decisionale e supporto informativo di polizia negli scenari globali.

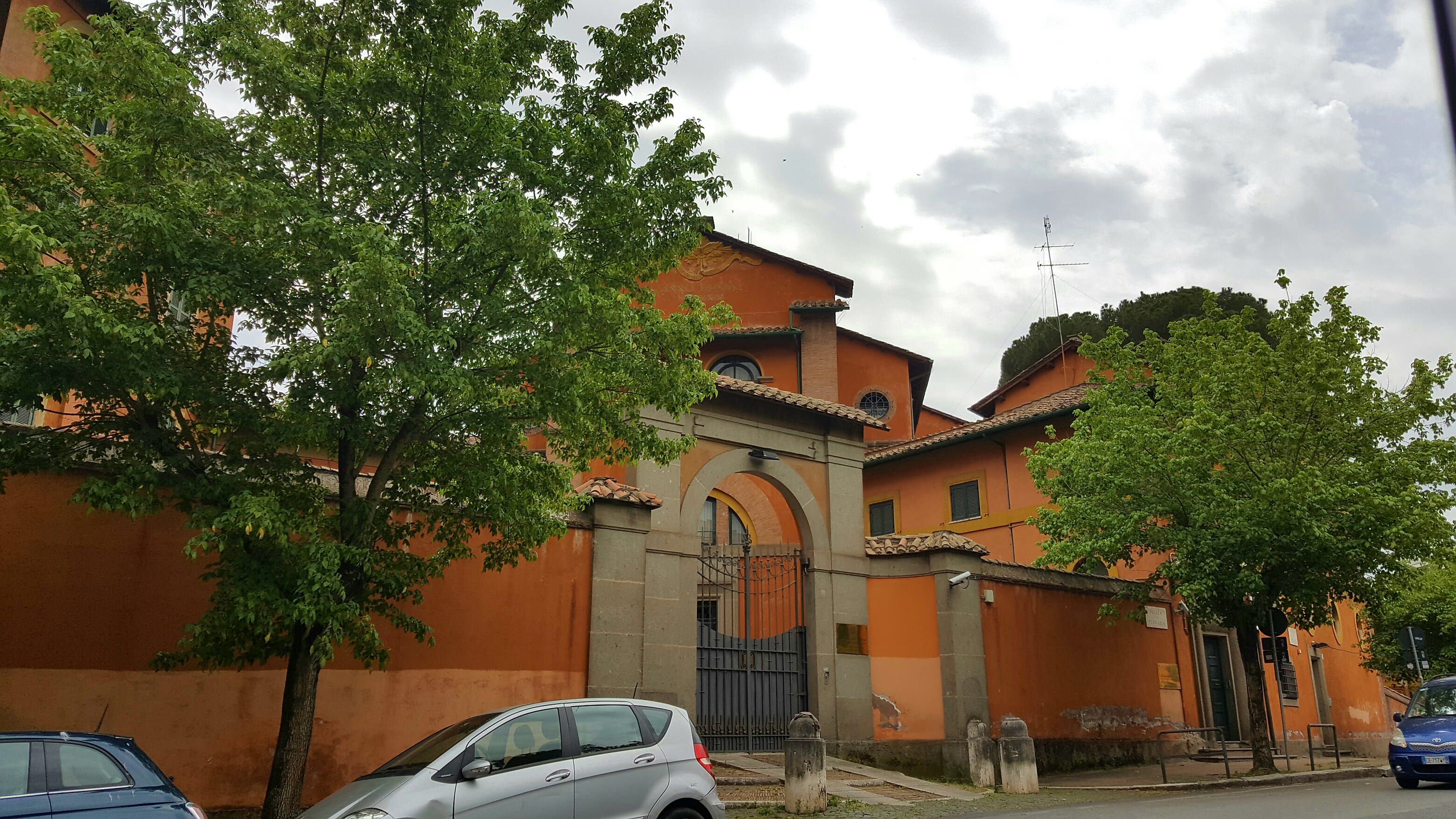
Ingresso della scuola

#### Corso per candidature di funzionari italiani presso Agenzie U.E. e Organismi Internazionali
Il corso, fatto per preparare funzionari e ufficiali per un impiego negli organismi internazionali viene svolto in collaborazione con la Società italiana per l'organizzazione internazionale, viene svolto completamente in lingua inglese e ha la durata di 3 settimane.

#### Corso sul sistema Sistema d'Indagine
Il corso S.D.I. della durata di 1 settimana favorisce lo sviluppo delle competenze di utilizzo del sistema d'indagine per le attività di prevenzione e repressione crimini.

#### Portale Sistema di formazione on-line delle Forze dell’Ordine (SISFOR)
Il portale disponibile dal giugno 2015 nasce per permettere il costante aggiornamento degli appartenenti alle forze dell'ordine grazie alle tecnologie innovative di e-learning, il portale conta circa 300.000 utenti appartenenti a forze dell'ordine nonché circa 5000 utenti tra funzionari civili e docenti universitari.

### Scuola Internazionale di Alta Formazione per la Prevenzione ed il Contrasto al Crimine Organizzato
La scuola internazionale, dipendente dal presente istituto ha sede a Caserta, e svolge attività addestrativa a livello internazionale in materie per il contrasto del crimine organizzato.

### Unità Nazionale CEPOL
L'unità nazionale è stata costituita all'interno della scuola, il direttore è rappresentante e membro votante all'interno del consiglio di amministrazione di CEPOL.
L'unità nazionale, composta da personale interforze è responsabile di quanto segue:
- Rappresentazione dell'Italia alle riunioni CEPOL;
- Assicura la collaborazione tra CEPOL, forze dell'ordine nazionali e i loro istituti di formazione;
- Organizza le attività sul territorio nazionale in collaborazione con CEPOL e degli altri membri;
- Favorisce la partecipazione del personale italiano in qualità di docente o studente alle iniziative CEPOL;
- Contribuisce alle attività di comunicazione dell'agenzia sul territorio nazionale.

## Organizzazione della Scuola

### Direttore della scuola
Il direttore della scuola ha i seguenti compiti:
- Sovrintende a tutte le attività della scuola;
- È responsabile dell'alta formazione;
- Assicura il coordinamento degli uffici e dei servizi della scuola;
- Emana direttive per garantire il buon andamento dell'istituto;
- Redige ogni anno un rapporto sull'andamento e sui risultati della scuola;
- Rappresentare l'Italia presso CEPOL.

Alle sue dipendenze c'è il Servizio affari generali, del personale e logistici e il Servizio studi, ricerche e corsi.

#### I direttori della scuola
I direttori della scuola sono riportati di seguito in ordine cronologico:
1. Prefetto Dott. Tullio De Rose: 1º ottobre 1985 - 30 settembre 1988
2. Generale di Divisione dell'Arma dei Carabinieri Sergio Colombini: 1º ottobre 1988 - 30 settembre 1991
3. Generale di Divisione della Guardia di Finanza Ennio Boi: 1º ottobre 1991 - 11 gennaio 1993
4. Generale di Divisione della Guardia di Finanza Antonino Spezia: 12 gennaio 1993 - 9 marzo 1994
5. Generale di Divisione della Guardia di Finanza Gaetano Nanula: 10 marzo 1994 - 30 settembre 1994
6. Prefetto Dott. Renato Capasso: 1 ottobre 1994 - 28 febbraio 1997
7. Generale di Divisione dell'Arma dei Carabinieri Vincenzo Calderaro: 6 giugno 1997 - 5 giugno 2000
8. Generale di Divisione della Guardia di Finanza Sergio Favaro: 23 giugno 2000 - 30 giugno 2001
9. Generale di Divisione dell'Arma dei Carabinieri Gianfrancesco Siazzu: 1º luglio 2001 - 1º giugno 2004
10. Generale di Divisione dell'Arma dei Carabinieri Carlo Gualdi: 6 settembre 2004 - 31 luglio 2005
11. Dirigente generale di pubblica sicurezza della Polizia di Stato Emanuele Marotta: 1º agosto 2005 - 27 luglio 2008
12. Generale di Divisione della Guardia di Finanza Vincenzo Suppa: 28 luglio 2008 - 29 luglio 2011
13. Generale di Divisione dell'Arma dei Carabinieri Vincenzo Giuliani: 1º agosto 2011 - 1º luglio 2013
14. Generale di Divisione dell'Arma dei Carabinieri Riccardo Amato: 2 luglio 2013 - 7 luglio 2014
15. Dirigente generale di pubblica sicurezza della Polizia di Stato Giancarlo Pozzo: 23 luglio 2014 - 30 aprile 2016
16. Dirigente generale di pubblica sicurezza della Polizia di Stato Dott. Michele Rocchegiani: 16 maggio 2016 - 21 luglio 2017
17. Generale di Divisione della Guardia di Finanza Gennaro Vecchione: 22 luglio 2017 - 9 dicembre 2018
18. Generale di Divisione della Guardia di Finanza Giuseppe Bottillo: 14 gennaio 2019 - 7 giugno 2020
19. Generale di Divisione dell'Arma dei Carabinieri Giuseppe La Gala: 1º luglio 2020 - 30 giugno 2023
20. Dirigente generale di pubblica sicurezza Maurizio Vallone: 27 luglio 2023 - attuale

### Servizio I - Affari generali, del personale e logistici
Il servizio, retto da un dirigente superiore o da un generale di brigata che assolve le funzioni di vice direttore della scuola, si articola in 3 uffici e 2 servizi:
- Ufficio affari generali e del personale: retto da un primo dirigente o da un colonnello, cura gli affari generali, il personale, le relazioni pubbliche e il servizio sanitario;
- Ufficio affari amministrativi: retto da un dirigente di II fascia del ministero dell'interno, cura i servizi amministrativi, contabili, patrimoniali e alla manutenzione dei servizi telematici, inoltre dispone di una sezione tecnico-logistica che svolge l'attività di manutenzione della struttura;
- Servizio mensa: cura la somministrazione dei pasti all'interno dell'istituto per tutto il personale amministrativo, docente e studente;
- Ufficio sanitario: composto da personale del Servizio sanitario della Polizia di Stato svolge attività preventiva attraverso visite periodiche a tutto il personale, attività di educazione sanitaria e controllo dei locali adibiti a bar e mensa e dei cibi somministrati;
- Palestra: composta da tecnici federali che compongono schede tecniche personalizzate per l'allenamento quotidiano del personale attraverso l'ausilio di macchinari Technogym di ultima generazione.

### Servizio II - Studi, ricerche e corsi
Il servizio, retto da un dirigente superiore o da un generale di brigata, cura la biblioteca della scuola e le linee editoriali, è suddiviso in 2 uffici:
- Ufficio studi, sperimentazioni, ricerca e documentazione: retto da un primo dirigente o un colonnello, cura l'organizzazione dei corsi, l'aggiornamento dei programmi, la biblioteca e i laboratori, la ricerca nei settori d'interesse, l'organizzazione di convegni di studio;
- Ufficio corsi: retto da un primo dirigente o un colonnello, cura lo svolgimento dei corsi, i rapporti con i docenti e la disciplina e il profitto degli studenti.

## Pubblicazioni
Da oltre 30 anni la scuola pubblica 2 linee editoriali, la Rivista Trimestrale della Scuola di Perfezionamento per le Forze di Polizia e l'Annuario della Scuola di Perfezionamento per le Forze di Polizia.

### Rivista trimestrale
La rivista trimestrale tratta argomenti giuridici di importanza interforze allegando al numero 2 e 4 un volume aggiuntivo chiamato Quaderno della Rivista Trimestrale della Scuola di Perfezionamento per le Forze di Polizia, la rivista è composta da interventi, saggi e articoli, documenti e normativa, recensioni di documenti istituzionali mentre i quaderni includono alcuni contributi dei frequentatori dei corsi di alta formazioni o ulteriori allegati.

#### Annuario
L'annuario pubblicato annualmente include foto dell'anno accademico con immagini provenienti dai vari momenti condivisi all'interno della scuola, le foto dei docenti e dei corsisti.